# Riikka Sarasoja-Lilja
Riikka Sarasoja född 23 februari 1982 i Lembois är en finländsk längdskidåkare som har tävlat sedan 2001.